# Valeri Tchaplyguine
Pour les articles homonymes, voir Tchaplyguine.
Valeri Andreïevitch Tchaplyguine (en russe : Валерий Андреевич Чаплыгин), né le 23 mai 1952 à Koursk (RSFS de Russie, Union soviétique), a été un coureur cycliste soviétique, spécialiste de l'épreuve contre-la-montre par équipes. Dans cette spécialité, il a été champion olympique avec l'équipe de l'URSS, lors des Jeux olympiques d'été de 1976. 
Coureur de grand gabarit, 1,86 m pour 80 kg, issu du club du Spartak de Koursk, Valeri Tchaplyguine a, au début de sa carrière internationale, pris part en France au Grand Prix cycliste de L'Humanité, épreuve routière en 2 étapes et prologue, qu'il remporte. Il achève sa carrière de coureur en 1982 et se consacre ensuite à l'entraînement des jeunes cyclistes de sa ville natale dont il est fait citoyen d'honneur en 2007.

## Palmarès
- 1972
  - 3e du Mémorial Colonel Skopenko[2]
- 1973
  - Tour de la Baltique[3] :
    - Classement général
    - 3e, 7e et 8e étapes

  - 1re et 4e étapes du Tour de Yougoslavie
- 1974
  - Grand Prix cycliste de L'Humanité : 
    - Classement général
    - 3e étape

  - 1re étape du Tour du Maroc
  - 3e et 6e étapes du Tour de Bulgarie
  - 2e du championnat du monde des 100 km sur route contre-la-montre par équipes amateurs (avec Guennadi Komnatov, Vladimir Kaminski et Rinat Charafuline)
  - 6e du championnat du monde sur route amateurs
- 1975
  - Semaine bergamasque : 
    - Classement général
    - 1re et 5e étapes

  - 1re et 9e étapes du Tour de Bulgarie
  - 2e du championnat du monde des 100 km sur route contre-la-montre par équipes amateurs (avec Guennadi Komnatov, Vladimir Kaminski et Aavo Pikkuus)
  - 3e du Tour de l'URSS
  - 8e de l'Étoile des Espoirs[4]
- 1976
  -  Champion olympique du contre-la-montre par équipes (avec Anatoli Tchoukanov, Vladimir Kaminski, Aavo Pikkuus)
  -  Champion d'URSS du contre-la-montre par équipes (avec Vladimir Kaminski, Aavo Pikkuus et  Anatoli Tchoukanov)
  - 8e étape du Tour du Maroc[5]
  - 4e étape du Tour de Bulgarie
- 1977
  -  Champion du monde du contre-la-montre par équipes amateurs (avec Anatoli Tchoukanov, Vladimir Kaminski, Aavo Pikkuus)
- 1979
  - Olomouc-Dubnica (Tchécoslovaquie)[6]
  - Banská Bystrica- Košice (Tchécoslovaquie)[7]
  - 5e étape de la Milk Race
- 1980
  - 3e du Tour de Crimée
- 1981
  - 1re étape du Tour d'Autriche

### Places d'honneur
- 1973
  - 10e du Tour de Yougoslavie[8]
- 1974
  - 4e du Tour du Maroc
- 1975
  - 4e de la Course de la Paix[9]
  - 5e du Tour de Bulgarie
- 1976
  - 4e du Tour de Crimée
  - 4e du Tour de Sotchi
  - 4e du Tour du Maroc[10]
  - 6e du Tour de Bulgarie
  - 39e de la course en ligne des Jeux olympiques de Montréal
- 1977
  - 52e de la Course de la Paix[9]
- 1979
  - 4e de la Milk Race
- 1980
  - 10e du Championnat d'URSS de cyclisme sur route
  - 12e de la Course de la Paix[9]
- 1981
  - 8e du Tour d'Autriche[11]

## Distinction
- 1975 : Maître honoré des sports (cyclisme) de l'URSS[12].